# Liviu Mladin
Liviu Mladin (n. 11 ianuarie 1944) este un fost deputat român în legislatura 1992-1996, ales în județul Buzău pe listele partidului PDSR. Liviu Mladin a fost validat pe data de 18 mai 1993 când la înlocuit pe deputatul Petre Posea.